# جيفرسون ألفيس دي كامبوس
جيفرسون ألفيس دي كامبوس هو محامي وسياسي برازيلي، ولد في 26 أكتوبر 1964 في أورينهوس في البرازيل. نشط حزبياً في Social Democratic Party (Brazil, 1945–1965) ‏. وقد انتخب النائب الاتحادي لساو باولو ‏ خلال فترته النيابية ‏ (1 فبراير 2019 – ) وانتخب عضو مجلس النواب البرازيلي ‏ خلال فترته النيابية ‏ وانتخب عضو مجلس النواب البرازيلي ‏ عن دائرة São Paulo ‏ وقد انضم خلال فترته النيابية ‏ للكتلة البرلمانية الحزب الاشتراكي البرازيلي.